# 熱血!!タイガース党
『熱血!タイガース党』（ねっけつタイガースとう）は、1999年度から日本プロ野球（NPB）のオフシーズン（基本として10月上旬 - 翌年3月末）にサンテレビで放送されている阪神タイガースの情報・バラエティー番組。

## 概要
1999年10月から、プロ野球のオフシーズン（10月 - 翌年3月）限定で放送を開始。2001年度の第3シリーズまでは30分番組で、毎週水曜日の21:00 - 21:30に放送されていた。2002年度の第4シリーズから、放送枠を金曜日の20:00 - 20:54に移動。2003年度までは、KBS京都テレビでも同時ネットで放送されたほか、GAORAでも遅れ放送を実施していた。
初年度（1999年度）のみ真弓明信（阪神の元・選手）、2000年度以降は福本豊（阪神の元・コーチ）を「党首」（メイン司会）に迎えながら阪神関連の話題・情報を取り上げているほか、後半には視聴者向けのプレゼントコーナーが設けられている。放送回のテーマによっては、中田良弘や、サンテレビとの間で阪神戦のリレー中継を実施している朝日放送の解説者が出演することもある。
毎年11月中旬から1月下旬までの放送では、阪神タイガースの選手・コーチをゲストに招いて、その年度のシーズンを振り返ったり素顔に迫ったりすることが多い。近年の放送では、福本が生放送中に格言を披露したり、書をしたためたりすることが番組の名物と化している。その一方で、2月上旬には例年、視聴者が有料で参加できるタイガース一軍春季キャンプ地（主に沖縄県宜野座村）への見学ツアーを当番組の主催で実施。「党首」をはじめ、当番組のレギュラー陣も、キャンプ取材を兼ねてツアーに同行している。春季キャンプの直前（1月最終週）から終了（2月下旬）までの放送では、宜野座村内のホテルに臨時のスタジオ（放送上の通称は「沖縄出張所」）を設けるとともに、レギュラー経験者の一部（サンテレビのアナウンサーや野球解説者）が「沖縄出張所」からの生中継に登場することもある。
サンテレビで当番組を放送する場合には、原則として同社スタジオからの生放送である。ただし、オールロケーションで特別企画を実施する場合（主に年末）や、見学ツアーの報告を兼ねた春季キャンプ特集を放送する場合には、事前に収録した内容を放送（放送期間中に2回程度）。放送年によっては、年末年始に2時間程度の特別番組を編成したり、大晦日に阪神の監督・選手や有識者のファンを招いての「阪神タイガース座談会」を放送したりしている。2013年以降は、オールスターゲームの前後に、シーズン前半戦のダイジェスト・後半戦への展望を兼ねた特別番組『熱血!タイガース党スペシャル』を編成している（いずれもサンテレビのみで生放送）。
濱中治が阪神の主力選手だった時代（2005年〜2007年）には、毎年クリスマス近くの放送で、濱中が「浜ちゃんサンタ」としてスタジオに登場。電話を通じてファンと話すことが恒例になっていた。濱中の引退後も藤浪晋太郎が「藤浪サンタ」（2014年・2015年）、能見篤史が「能見サンタ」（2016年）、福留孝介が「福留サンタ」（2017年）、近本光司が「近本サンタ」（2020年）に扮しているが、ファンから事前に寄せられた質問を「秘書」（アシスタント）が代弁する方式に改められている。
また、テンダラー（$10）が党員（ファン代表）として出演した時期には、2005年度まで体験取材コーナー「ホットブラッド・$10」を展開。2007年度からは、浜本広晃が大阪市内で経営する焼き鳥料理店に、阪神の現役選手（藤川球児など）を招くVTR企画も放送された。なお、テンダラーは、2008年3月26日の放送を最後に番組を卒業。しかし、番組から卒業の趣旨が伝えられていないため、卒業の理由は不明である。
2009年度には、放送枠を毎週土曜日の20:00 - 20:54に移動。初年度にテンダラー（$10）と週替わりで出演していたストリークが、8年振りにレギュラーとして当番組に復帰した。また、福本が毎回2つの格言を披露する「福本党首の格言かるた」を新設。エンディングでは、おっサン（サンテレビのステーションキャラクター）が番組スタッフの本音を代弁するかのような“つぶやき”を披露するアニメーション映像を流していた。2009年度だけ土曜に移した理由として、当時永尾が『おはようパートナー』（ABCラジオが平日の早朝に放送している生ワイド番組）にレギュラーで出演（2009年4月-2010年9月）していたためのスケジュールの問題もあったと考えられる。
2010年度には、放送枠を毎週金曜日の20:00 - 20:54に戻したうえで、阪神の公式戦全日程終了翌日（10月8日）から当番組の放送を開始した。レギュラー出演者は2009年度と同じだが、スタジオセットを大幅に変更。ストリークを進行役に、視聴者が生放送中に電話で参加できるプレゼントコーナー「熱血!スタジアム」（後述）などを新設している。同年12月31日（金曜日）の放送では、放送枠を23時から（1月1日）0:30にまで繰り下げたうえで、番組開始以来初めての年越しスペシャルを開催した。同年度は3月18日放送を以て終了となる予定だったが、3月25日予定のセントラル・リーグ開幕戦が延期されたため、急遽90分スペシャルとしてファン座談会「開幕騒動ぼやき席」を編成した。
2011年度には、東日本大震災の影響でペナントレースが10月下旬まで延びたことから、例年より放送開始を1ヶ月ほど延期。前年度と同じ出演者で、11月4日から2012年3月23日まで、毎週金曜日の20:00 - 20:54に放送していた。
第14シーズンにあたる2012年度には、“党首”の福本に加えて、同年度から野球解説者として活動中の濱中が“幹事長”としてレギュラー出演。阪神の低迷（シーズン5位）や世代交代を背景に、「福本・濱中体制」の下で放送内容を一新した。また、ストリークが（プロ野球シーズン中に）解散したため、過去に特別番組へ出演していた池山心（しましまんず）を“党員代表”に起用した。その一方で、番組史上初めてスカイ・Aで放送しなかった。また、2012年12月31日の「年越しタイガース座談会」の当該時間には、当番組では2回目の「年越しスペシャル」を放送。このため、12月28日のレギュラー放送を休止した。
阪神がシーズン2位で3年振りにクライマックスシリーズへの進出を決めた2013年度には、ファーストステージ開幕前日の10月11日からレギュラー放送を開始。前年度から「福本・濱中体制」を踏襲した。また、2013年12月31日に「年越しスペシャル」を放送しない代わりに、同年最後のレギュラー放送（同月27日）を「年末拡大スペシャル」（20:00 - 21:24）として編成。放送中には、神戸市内の居酒屋から、“党首”の福本が能見篤史と対談している模様を中継した。また、レギュラー放送終了翌週の2014年3月27日（木曜日、同年のプロ野球公式戦開幕前日）には、『熱血!タイガース党 2014開幕スペシャル』を20:00 - 21:24に生放送。同年から活動する「タイガースガールズ」（阪神球団史上36年振りに復活した公式チアリーディングチーム）が、テレビ番組で初めてチアリーディングを披露した。この年以降も、レギュラーシーズンを3月中 - 下旬の金曜日に開幕する年には、開幕前日の木曜日に『開幕スペシャル』の生放送を続けている。
2014年度にも、阪神が2位でクライマックス・シリーズへ進出したため、「福本・濱中体制」でファーストステージ開幕前日（10月10日）に放送を開始。しかし濱中は、日本シリーズ終了後の11月から阪神の二軍打撃コーチに就任したため、2014年の最終放送（12月26日）でレギュラー出演を終了した。ただし、放送上は「幹事長を休職する」という扱いだったため、コーチへの在任中にも「幹事長」として随時出演。2019年限りでコーチを退任してからも、2019年度の放送にはゲスト扱いで随時登場していた。
2018年最初の放送（1月12日）は、2002年から2年間阪神の一軍監督を務めた星野仙一の死去（同月4日）後最初の放送でもあったことから、急遽特別編成で対応。星野の阪神監督時代の名場面を収めた映像や金本知憲（放送時点での一軍監督）による追悼のコメント映像をオープニングから5分間流した後に、スポットCMをはさんで本編へ入った。星野の前任監督であった野村克也の死去（2020年2月11日）に際しても、直後の放送（14日）で同様の措置を講じている。
2020年度には、2020年の初頭から新型コロナウイルス感染症（COVID-19）の流行が拡大している影響で、例年より遅く同年の11月20日からレギュラー放送を開始。濱中が「幹事長」としてのレギュラー出演を再開したが、スタジオセット内のソファをアクリルボードで隔てたり、例年は出演者がスタジオの中央部に揃って立っていたオープニングトークをソファに着座した状態で進めたりするなど、感染拡大への防止策を可能な限り講じながら放送している。また、本来は2021年の2月に予定していた阪神一軍沖縄キャンプへの見学ツアーを、上記の影響で中止。その一方で、サンテレビでは当番組史上初めて、生放送から2日後（日曜日）の14:00 - 14:55（90分のスペシャル版の場合には14:00 - 15:25）に再放送を実施している（週によっては野球以外のスポーツ中継や特別編成などで休止する場合あり）。
2021年度には、2021年レギュラーシーズン終盤の10月15日からレギュラー放送を開始。COVID-19の流行が完全に収束していないことから、前年度と同じく感染拡大への防止策を可能な限り講じる一方で、生放送から2日後（基本として日曜日の14時台）の再放送も一部の週を除いて継続している。また、阪神タイガースが2021年から阪神タイガース Women（女子硬式野球のクラブチーム）を発足させたことを受けて、「Women」関連の特集や企画も随時放送。その一方で、同年に続いて阪神春季沖縄キャンプ見学ツアーの開催を見送っている。
2022年度には、阪神の2022年レギュラーシーズン全日程終了後の10月7日から、レギュラー放送をスタート。放送枠や出演者は変わらず、生放送から2日後（基本として日曜日の14時台）の再放送も、一部の週を除いて続けている。実際には再放送の頻度が2021年度から減っているものの、2023年の2月には、阪神春季沖縄キャンプ（宜野座村）の見学ツアーを3年振りに再開。ツアー終了翌日の2月14日には、プライベートで11年振りに宜野座村のキャンプを訪れていた渡辺謙（自他共に認める阪神ファンで福本との親交が深い俳優）が、ツアーの終了後もキャンプ取材を続けていた福本と共に岡田彰布監督へのインタビュー収録へ参加した。なお、収録された映像は本放送（2月17日）と再放送（19日）で相次いで流している。
2023年度には、阪神が2005年以来18年振りのセ・リーグ優勝を2023年9月14日の対巨人戦（『サンテレビボックス席』で甲子園球場から完全生中継）で決めたことを背景に、2023年の10月6日から25年目のレギュラー放送をスタート。本放送の時間が前年度（20:00 - 20:54）から2分短縮された一方で、『もうすぐタイガース党』という前座番組が当番組のスタジオから19:55 - 20:00に放送されているほか、本放送から2日後（基本として日曜日の16時台）に再放送枠を設定している。また、2023年11月3日（文化の日）の生放送には、渡辺謙が「スペシャルゲスト」として初めてスタジオに出演（詳細後述）。さらに、阪神が2023年に1985年以来38年振り（当番組の放送開始後では初めて）の日本シリーズ制覇も成し遂げたことを受けて、当番組では村上昂輝（2022年度から「党首補佐」に名を連ねているサンテレビアナウンサー）がハワイ州（アメリカ合衆国）への優勝記念旅行（2023年の12月中旬）に同行。12月31日（日曜日・大晦日）の19:00からは、『熱血!タイガース党　お～んみそかスペシャル』を、翌2024年1月1日（月曜日・元日）の未明（0:30）まで5時間半にわたって放送した（詳細後述）。
サンテレビでは2024の5月に開局55周年を迎えたことから、『開局55周年記念　サンテレビボックス席の日』という特別番組を、『サンテレビボックス席』としての中継を始めていた同月6日（月曜日：こどもの日の振替休日）の16:00以降に編成。この特別番組の一部（16:55 - 18:00）を、『熱血!タイガース党スペシャル in 甲子園』（YouTubeサンテレビ公式チャンネルでのサイマル配信と連動した生放送パート）として阪神甲子園球場内の「ロイヤルシート」から放送した。その一方で、2024年度のレギュラー放送を、2024年10月4日（金曜日）から開始。本放送の時間帯（20:00 - 20:52）は前年度（2023年度）と変わらず、本放送から2日後（日曜日）の再放送も、一部の放送回を除いて16時台に実施している。本放送では前年度と違って『もうすぐタイガース党』を編成していないが、番組のスポンサーが前年度から大幅に増えたことを受けて、「スポンサーの提供枠を前半と後半に分割したうえで、スポンサーの交替を示す提供クレジットを中盤に挿入する」という番組史上初の事態に至っている。
なお、2024年度のレギュラー版初回（2024年10月4日）からは、本放送の同時（サイマル）配信を「虎テレ」（阪神球団が月額会員制で運営している公式動画の有料配信サービス）で開始。インターネットに接続できる環境の会員であれば、サンテレビの放送波を一切受信できないエリアからでも、当番組の本放送をリアルタイムで視聴できるようになった。もっとも、初回のサイマル配信では本放送の音声にノイズが終始混じっていたため、「本放送のアーカイブ動画を後日に別途配信する」という措置が特別に講じられている。

### テーマソングとジングル
テーマソングとオープニングムービーは、シーズンごとに変更。2021年度の放送開始当初は週替わりで、『サンテレビボックス席』の阪神戦中継で阪神が勝利した際のエンディング（1分弱のダイジェスト）映像と同様に「Black Magic」（ホワイトスネイクのギタリストであるレブ・ビーチの独奏曲）を流すこともあった。2023年度の放送開始当初は、2023年9月14日の『サンテレビボックス席』阪神対巨人戦中継（前述）のアーカイブ映像から、阪神が18年振りのセ・リーグ優勝を決めたことを受けて岡田監督がナインから胴上げされたシーンをオープニングムービーに使用。
CMに入る直前のジングルは、ORESAMAのシングル「オオカミハート」の最後約10秒である。星野が阪神の監督を務めていた2002年度の放送では、「NEVER NEVER NEVER SURRENDER」（当時のチームスローガン）という男声のコールをジングルに入れていた。また、2012年度の放送では、藤井彰人（当時は阪神の捕手）のバッティングテーマ曲であった「GOOD LUCKY!!!!!」（GReeeeN×ベッキー♪♯）をCM前のジングルに採用していた。
また、阪神が一軍クラスの春季キャンプを沖縄県内で実施する年には、「島唄」（THE BOOM）をエレクトーンでアップテンポ調に演奏した音源を「CAMP FLASH」（キャンプ関連のトピックスを時系列に沿って伝えるコーナー）のBGMに使用している。
本放送の提供枠が前半と後半に分割された2024年度のレギュラー版では、番組の中盤で表示される提供クレジットのBGMに「スプリング・レディー・バード」（『サンテレビボックス席』のテーマソング）を採用。スタジオへの出演者は、提供クレジットが表示されている間に、「スプリング・レディー・バード」に合わせて手拍子を一斉に披露するようになった。再放送に際しては、上新電機（本放送における前半枠のスポンサーの1社）が全編にわたって単独で提供している関係で、本放送中盤の同録映像から提供クレジットの表示を編集で割愛している。

## 出演者の遍歴

### 党首（総合司会）
- 1999年度 真弓明信（2000年春、近鉄打撃コーチ就任のためサイパンキャンプ開始時に降板）
- 2000年度〜 福本豊
  - 阪神への在籍はコーチとしての2年間のみ（1998年・1999年）ながら、2代目党首に起用。
  - 2005年度最初の放送（10月7日）では、阪神が2年振りにセントラル・リーグ優勝を決めた直後だったことから、オープニングで他の男性出演者・スタッフから胴上げされた。
  - 2011年度からは、出演頻度の高い中田良弘（サンテレビ野球解説者）にも、“副党首”という肩書が付くようになった。中田は、阪神の春季・秋季キャンプ期間中の放送で、投手陣の調整の模様を取材する「ブルペンチェック」を担当（主にVTRで出演）。2013年度の「年末拡大スペシャル」では、前述の中継でスタジオを離れていた福本に代わって、中田がスタジオで解説役を務めた。

### 幹事長（司会）
- 2012年度〜 濱中治
  - 表向きは福本との共同司会扱いだが、レギュラー出演の期間中は、大半のコーナーで司会を担当している。
  - 2015年シーズンからタイガース二軍打撃コーチへ就任したため、放送上は2014年12月26日付で幹事長を「休職」。2015年1月9日以降の放送では、木内と湯浅が「幹事長代行」を名乗りながら、濱中の役割を引き継いでいる[11]。ただし、「休職」扱いであることから、阪神のコーチ就任後も折に触れて当番組の取材・依頼・インタビューに対応。年末にスタジオへ出演することもあった。
  - 2019年シーズンで阪神のコーチを退任したことに伴って、同年11月1日放送分からは、ゲスト扱いながら「幹事長」としてのスタジオ出演を徐々に再開している。2020年度から、「幹事長」へ本格的に復帰。

### 進行役
2002年度以降は、党首補佐：サンテレビの男性アナウンサーと、秘書：関西で活動する女性のフリーアナウンサー（またはタレント）が務めている。
- 1999〜2001年度 谷口英明
- 2002〜2004年度 湯浅明彦、大浦理子
  - 湯浅は、1999年度の第1シリーズからリポーターとして出演していた。
- 2005年度 湯浅明彦、小浜英博、三瓶京子
  - 事実上の進行役は小浜と三瓶。湯浅は番組内における「御意見番」としての出演。
- 2006年度 湯浅明彦、三瓶京子
  - 湯浅が進行役に復帰する一方で、小浜が「虎のメモリアルソング」のプレゼンターとして登場。また、同年度から2008年度までは、デイリースポーツの阪神担当記者が週替わりで「ウィークリータイガース」に出演している。
- 2007年度 湯浅明彦、伊藤加奈子
  - 小浜はスタジオに出演せず、VTRリポーターを務めた。
- 2008年〜2011年度 木内亮、永尾光湖（実父は出演期間中に阪神タイガースで九州担当スカウト→二軍守備走塁コーチ→育成コーチを歴任した永尾泰憲）
  - 2009年度から2011年度までの放送では、木内に“党首代行”（公式サイトでは“代表”）、永尾に“秘書”という（放送上の）肩書が付いていた。
  - 2010年度には、サンテレビガールズ（同局が毎年選出するマスコットガール）から1名を、アシスタント役として出演させていた。
- 2012年度 木内亮、湯浅明彦、杉村実穂
  - 当番組がテレビでの初レギュラー番組になる杉村が、永尾に代わって“秘書”へ就任した。また、湯浅が5シーズンぶりにレギュラーへ復帰。木内とともに“党首補佐”という新たな肩書で登場している。さらに、2013年2月の沖縄春季キャンプ期間中の放送では、谷口が“首席補佐”の肩書で現地リポーターを務めた。
- 2013・2014年度 木内亮、湯浅明彦、武田訓佳
  - 2013年度からは、2011年度サンテレビガールズの1人であった武田が、杉村に代わって“秘書”へ就任。また、「年末スペシャル」では、湯浅が中継先で福本・能見対談の進行役を務めた。レギュラー放送終了後・2014年プロ野球シーズン中（7月20日の12:00 - 13:25）に放送された特別番組『熱血!タイガース党2014夏スペシャル』では、上記の人物や“副党首”の中田に加えて、矢野が“優勝対策委員長”という肩書で出演した。
- 2015年度〜2019年度 木内亮、湯浅明彦、武田訓佳、橋本航介
  - 2015年度から、橋本が“党首補佐見習い”という肩書で新加入。木内がキャンプ取材などでスタジオに出演できない場合に、「Weeklyタイガース」を武田と共に進行していた。2016年度から、同コーナーの進行をレギュラーで担当。“党首補佐”へ昇格した2017年度からは、前年度までのトレードマークだったインカムマイクを着用しなくなった。
  - 2014年から"優勝対策委員長"を名乗る矢野は、一軍作戦兼バッテリーコーチとして阪神へ復帰した2015年11月以降も、当番組へ出演する際には"優勝対策委員長"という肩書を引き続き使用する。また、阪神の現役投手時代に矢野とバッテリーを組んでいた下柳剛（朝日放送野球解説者）も、2016年度から“投手強化委員長”という肩書で当番組に出演している。
  - 2018年シーズンには、当番組で初めて、甲子園球場内の売店で販売する弁当（おっ!サンの熱血!お弁党）をプロデュース。福本の発案による「チキンカツでキチンと勝つ!」、湯浅の発案による「ゆあぴーのV字エビフライ」、木内の発案による「木内のぬキムチ」、橋本の発案による「橋本航介のミートボールに直撃!」、武田のプロデュースによる「訓佳のくにからあげ」を弁当に盛り込んだ。
  - "党首補佐"の木内は、2020年の4月改編から『情報スタジアム 4時!キャッチ』月・金曜放送分のMCを担当することに伴って、2019年度の最終放送（2020年分の「開幕スペシャル」）で当番組を降板。降板後もスポーツアナウンサーとして、『サンテレビボックス席』阪神戦中継の実況・ベンチリポートを曜日限定で継続していた。2021年4月にアナウンス部から社会情報部へ異動したうえで、『NEWS×情報　キャッチ+』（『4時!キャッチ』の後継番組として同月1日から放送を開始）月 - 水曜日のMCを担当することに伴って、同月8日の阪神対巨人ナイトゲーム（甲子園）中継での実況を最後にスポーツアナウンサーとしての活動を終了。『ボックス席』では2022年7月の阪神戦中継で勝利監督へのインタビュアーを暫定的に担当していたが、2023年4月に事業部へ異動したことを機に、『キャッチ+』のMCを含むアナウンス業務を離れた。なお、2023年4月の人事異動では、当番組の降板後にアナウンス職（『4時!キャッチ』→『キャッチ+』のニュースキャスターなど）と社会情報部のディレクター→記者職を兼務していた小浜もアナウンス業務から離脱（記者職に専念）。『キャッチ+』では2023年4月から、月曜分のMCを橋本が引き継いでいる。
- 2020年度〜 湯浅明彦、武田訓佳、橋本航介、村上昂輝
  - 2020年度のレギュラー放送からは、橋本が木内の後任扱いで"党首補佐"に昇格している。ただし、木内は橋本昇格後の放送にも、『キャッチ+』のキャスターを退任（事業部へ異動）するまで選手へのVTR取材で数回登場していた。
  - 2021年2月5日放送分からは、2020年4月に西日本放送からサンテレビへ移籍していた村上が、"党首補佐研修生"という肩書で加入。2021年度の第2回（2021年10月22日放送分）から、"党首補佐"としてレギュラー出演を正式に始めた。これに伴って、橋本は基本として村上と交互にスタジオへ登場。2022年度には、湯浅・橋本・村上から1名が週替わりでスタジオに出演している。
  - 阪神による2023年のセ・リーグ優勝決定（9月14日）に際しては、優勝を決めた甲子園球場での巨人戦を地上波テレビ局では唯一『サンテレビボックス席』で中継していたことから、湯浅が実況、村上がベンチリポートと優勝監督（岡田）への代表インタビューを担当。7回裏（阪神の攻撃前）には、この年から阪神のビジターゲーム中継でのみ流れていた「『熱血!タイガース党』メンバーと一緒に『六甲おろし』を歌おう!」（当番組のスタジオセットで2022年度の放送期間中に収録されたVTRで同年度のメンバー全員が出演）を特別に放送した。さらに、中継終了（21:33）のおよそ1時間後（22:40）からサンテレビで放送した阪神の祝勝会中継では、橋本と中田が同局の本社スタジオから出演。祝勝会の会場では、「ビール掛け」のリポートを村上が敢行した一方で、岡田と主力選手へのインタビューを湯浅・福本・濱中が担当した。
  - 福本と湯浅が阪神秋季キャンプの取材に赴いていた2024年11月8日には、『虎ヲタ』（スカイAの阪神関連番組）とのコラボレーションによる二元生放送を実施。『虎ヲタ』に出演している関本賢太郎（朝日放送テレビの野球解説者で元・阪神内野手）と増田英彦（ますだおかだ）をサンテレビ本社のスタジオへ迎える一方で、キャンプ地の高知県安芸市からは、阪神の一軍監督へ就任したばかりの藤川球児が福本・湯浅と共に生中継で登場していた。ちなみに、サンテレビのスタジオには濱中・武田・橋本も同席。翌12月の『虎ヲタ』では、当番組とのコラボレーション企画を2日（月曜日）から順次放送する。

### 党員代表
- 2002年度 - 2007年度 テンダラー（白川悟実・浜本広晃）
  - 番組開始当初はストリークとともに隔週で出演していた。
- 2009年度 - 2011年度 ストリーク（山田大介・吉本峰之）
  - 2001年度まで隔週に出演した後に、2009年度から「党員代表」としてレギュラーに復帰。復帰前にも、2009年の春季キャンプリポートで登場していた。2011年度の放送が終了した直後（2012年4月25日）に、コンビの解散を発表。これを機に、吉本は芸能界を引退した。山田は、「山田スタジアム」という芸名で阪神応援芸人としての活動を続けているが、ストリークの解散後は当番組に出演していない。
- 2012年度 池山心（しましまんず）
  - 「タイガース再建計画」を放送する週のみ、同コーナー限定で出演。

2024年からは、俳優として世界規模で活動している渡辺謙が生放送やVTRで出演する際に、「世界のタイガース党員」という肩書を付けている。

## 主なコーナー

### 2020年度以降
- Weeklyタイガース（2005年頃まで「ゆあぴーのウィークリータイガース」、2006〜2008年度は「ウィークリータイガース」、2009年・2011年度は「デイリー発 Weeklyタイガース」）
  - 「ゆあぴーの〜」時代には、スタジオでのトーク形式で1週間の阪神を振り返る趣向。当時総合司会を務めていた「ゆあぴー」（湯浅）が注目ニュースを紹介する際のコールから、「ゆあぴーの熱血チェック!」というフレーズが流行した。
  - 2007年度にはテンダラー（当時の表記は「$10」）の浜本・白川、2008年度には「秘書」の永尾と（週替わりで出演する）デイリースポーツの阪神担当記者で進行。放送日までの1週間分の同紙の紙面と取材映像を紹介しながら、阪神の動きを振り返っていた。
  - 2009年度には、タイトルに「デイリー発」が入ったが、デイリースポーツの記者は出演していなかった。また、同紙の紙面を紹介する代わりに、1週間の取材映像のみを放送する趣向に変わった。その一方で、「今週の熱血眼ッ（ねっけつがんっ）!」のコーナーを新設。福本が注目したニュースについて、自ら意見を述べている。
  - タイトルを「Weeklyタイガース」に戻した2010年度には、福本メインのコーナーを廃止した以外は、2009年度とほぼ同じ趣向で放送していた。
  - タイトルに再び「デイリー発」を入れた2011年度は、木内以外のサンテレビアナウンサー（湯浅など）や、デイリースポーツの阪神担当記者が当コーナーにのみ週替わりで「ウィークリー解説者」として出演。進行役の永尾が紹介する1週間の取材映像を基に、トピックスの解説を担当していた[12]。デイリースポーツの記者が登場しなくなった2012年度以降も、放送権などとの兼ね合いで映像を使用できない（またはサンテレビで映像を撮影していない）トピックを当コーナーで紹介する場合には、このトピックを掲載した同紙の紙面を取り上げることで対応。
  - 2012年度からは、阪神の春季キャンプ期間中のみ、「CAMP FLASH（キャンプフラッシュ）」というタイトルで放送。2014年12月までは、濱中と木内が進行していた。
    - 濱中は2014年度の放送期間中に阪神の二軍打撃コーチへ就任したため、同年の最終放送（12月25日放送分）を最後に当番組を降板。2015年1月 - 3月および2015年度（10月 - 2016年3月）の放送では、2013年度から「秘書」（アシスタント）として出演中の武田が、木内（または湯浅）と共に当コーナーを進行した。
    - 武田を他コーナーのアシスタントへ専念させた2016年度からは、2015年度から「党首補佐見習い」として出演を始めていた橋本が、木内と共に当コーナーを進行していた。
    - 木内が当番組を卒業した2020年度からは、橋本が「CAMP FLASH」を含めて単独で進行。橋本がスタジオ以外の場所から生中継で出演する場合には、武田（2020年内まで）→ 村上（2021年2月から）が代行していた。2021年度には橋本と村上、2022年度には湯浅を加えた3人が週替わりで進行。

  - 福本以外の解説者をゲストに迎える場合には、ゲスト解説者が、「幹事長」格のコメンテーターとして武田 → 橋本に代わって当コーナーへ出演する。
- 今週の特集（2011年度のみ「今週のピックアップ」）
  - 阪神の選手・首脳陣・OBへのインタビューや、春季キャンプの取材報告などで構成。2012年度には、特集の内容に応じて、以下のようにタイトルを変えていた。
  - ゲスト＠熱血→教えて!○○選手
    - 今後の活躍が期待される阪神の現役選手（コーナー名の○○は苗字）をスタジオに迎えたうえで、インタビューを通じて素顔に迫る。番組開始当初は、「プレイヤーピックアップ」というタイトルで放送していた。
      - 2011年度までの「今週の特集」も、番組で注目した阪神選手のインタビューを中心に構成。放送週によっては、福本・木内が秋季練習・自主トレ・キャンプで選手を取材した模様を紹介したり、監督・選手をスタジオゲストとして招いたりすることもあった。ちなみに、当番組がスタジオに初めて招いた選手は、1999年10月13日放送分の遠山奨志であった。
      - 年初の放送では、その年に阪神へドラフト上位（主に1巡目・2巡目）で入団した選手2名のお披露目を兼ねることが恒例になっていた。当番組で初めて（テレビの）生放送を経験した新人選手も多い。2012年度も、藤浪晋太郎（ドラフト1巡目）と北條史也（ドラフト2巡目）が、2013年1月18日の生放送に出演。藤浪はこの年以降、クリスマス直前の放送において、現役時代の濱中と同様にスタジオで視聴者からの質問に答えていた。
      - シーズンオフ直後から年末にかけての放送では、タイガースで現役を引退したばかりの元選手を、折に触れてスタジオに招いている。例えば、2010年10月29日の放送では、矢野が当番組の全編に出演。2012年11月2日には、金本知憲が（現役時代を含めて）当番組のスタジオへ初めて出演した[13]。2013年にも、現役時代はVTRへの出演にとどまっていた桧山進次郎が、10月25日の放送で初めてスタジオに登場している。
      - 2013年10月17日には、現役時代に「ミスタータイガース」と称されたOBの掛布雅之（1988年引退）が、当番組へ初めて登場。阪神球団から指導者として26年振りの復帰を打診されていることについて、「『育成バッティングコーディネーター』という形で発表になると思う」と初めて公言した[14]（放送後に「GM付育成&打撃コーディネーター」へ就任することを正式に発表）。
      - 2019年度までは出演する選手をテレビ番組表などで告知していたが、2020年度からは、本番の直前にサンテレビのtwitter公式アカウントから告知ツイートを発信するだけにとどめている。その一方で、前週以前の放送にも選手をゲストに招いた場合には、当日のゲスト選手に向けて収録したメッセージビデオを途中で流すようになった。
      - 2021年1月からは、新型コロナウイルスへの感染拡大防止策の一環として、現役の選手をゲストに迎える場合の対応を変更。選手は全編を通じてスタジオに登場せず、別室からの生中継による「リモート方式」で出演していた。最初の該当例は同月8日放送分での秋山拓巳で、この措置は2020年度のレギュラー版終了まで続けられたが、2021年度のレギュラー版ではスタジオへのゲスト出演を再開している。

  - 検証 あの時あの瞬間（2012 - 2015年度）→ サンテレビボックス席 名場面集（2016年度）→サンテレビボックス席　熱血!お宝映像（2019年度）→今年はA.R.E.（アレ）よ（2023年3月10日・17日・24日）→検証 あの時あの瞬間（2024年度）
    - 「検証 あの時あの瞬間」時代には、湯浅が進行役を担当。当該シーズンに『サンテレビボックス席』で中継した阪神戦の映像などから、勝敗を分けたりファンの印象に強く残ったりした阪神選手のプレーを、当該選手の証言VTRを交えながら検証していた。
    - 「サンテレビボックス席 名場面集」への移行後は、木内が進行役を担当。当該シーズンに『サンテレビボックス席』で中継した阪神戦の映像から、当番組のスタッフが厳選・編集した阪神の選手・ファンによる名場面の映像を、「Black Magic」に乗せて次々と流していた。
    - 「サンテレビボックス席　熱血!お宝映像」は、サンテレビの開局50周年および、『サンテレビボックス席』の放送開始50周年を2019年5月に迎えたことにちなんだ企画。局内に保管されている『サンテレビボックス席』の阪神戦中継アーカイブ映像から、『虎辞書なる!!』ですら紹介されていないほど知る人ぞ知る名シーンがあった試合のダイジェストを、イニングスコア・責任投手名・本塁打を放った選手名とともに紹介する。湯浅が進行を担当。阪神のOBをゲストに迎える場合には、その人物が現役時代に活躍した試合から、1試合分の映像を取り上げる。

  - 2022年度版の終盤（残り3回）で急遽編成された「今年はA.R.E.よ」は、阪神が岡田の一軍監督復帰に合わせて2023年のチームスローガンを「A.R.E.」（Aim! Respect! Empower!）に定めたことや、本人が「優勝」を意味する隠語（「アレ」）や「そらそうよ」という口癖を公の場でたびたび出していることにちなんだ回顧企画。岡田が阪神の内野手時代（1985年）・一軍コーチ時代（2003年）・最初の一軍監督時代（2005年）に経験した「アレ」をテーマに、「アレ」へのターニングポイントになった試合を、『サンテレビボックス席』での中継アーカイブ映像とスコアを交えながら湯浅が解説している。ちなみに、初回（3月10日の本放送）では2003年、能見を「阪神タイガースOB」としてゲストに迎えた第2回（17日の本放送）では能見が入団した2005年、掛布がスペシャルゲストで出演した最終回（24日の2022年度レギュラー版最終放送）では掛布がクリーンアップの一角で活躍していた1985年から1試合ずつ紹介。
  - 背番号列伝
    - 湯浅が進行役を担当。阪神の選手が着用してきた背番号から、毎回1つの番号をテーマに、その番号を背負って活躍した選手を映像とともに振り返る。現役を引退したばかりの選手やOBをゲストに招く場合には、現役時代の背番号を取り上げる。ドラフト上位指名選手がゲストの回は、今後背負うことになる背番号について取り上げる。

  - 熱血!野球塾（2011年度から）
    - 2011年度は、2012年1月20日から2月の春季キャンプ中まで、阪神タイガースの選手をゲストに迎えた場合に放送。少年野球の選手からの質問を基に、選手が投げ方や打ち方のコツを実演した。進行役はストリークの吉本で、相方の山田が生徒役を務めた。
    - 2012年度は、鳥谷敬（阪神タイガース内野手・野手キャプテン）を入団直後以来8年振りにスタジオへ招いた2012年12月7日から放送。ストリークに代わって、湯浅が進行役を務めている。2013年度以降の放送でも、湯浅が進行を担当。
- 濱中野球研究所（2020年度から）
  - 「幹事長」の濱中にとって初めての冠コーナー。2021年度までは「濱中治のハマラボ（仮）」という略称が付けられていたが、2022年度から「（仮）」が外れている。
  - シーズンの終了直後には、シーズン中に好成績を残した阪神の現役選手（阪神のコーチ時代に打撃を指導した野手など）をゲストに迎えた回で放送。シーズン中の打撃・投球成績を細かく分析したデータや、濱中の実演を交えながら好成績の要因に迫る。
  - 阪神の春季キャンプ期間中には、沖縄県内での一軍キャンプを視察してから放送。投手・野手を問わず、視察中の練習で目に付いた選手をスタジオで詳しく紹介する。
- 訓佳の「〜の訓佳ら」（2013年度から）
  - 武田が「秘書」へ就任したことを機に、阪神の秋季・春季キャンプ期間前後のロケ企画として不定期で放送。白いユニフォーム・帽子に黒いストッキング姿の武田が、野球の初心者として、阪神の選手・コーチへ密着しながら練習や自主トレーニングの一部を体験する。放送週によっては、「Weeklyタイガース」の中で放送することもある。
  - タイトルは、武田の名前（訓佳）の読み方が「くにか」であることにちなんで、「〜のくにから」と読ませる。また、タイトルの「〜」には、ロケを実施したキャンプ地の地名（安芸または沖縄）や、阪神選手の自主トレーニング地の地名が入る。なお、2013年度には4回放送。最終回に当たる「甲子園の訓佳ら」（2014年3月14日放送分）では、サンテレビで中継した甲子園球場での阪神対広島東洋カープオープン戦（同月12日）の最中に、ライトスタンド上段に常設している同局のテレビカメラによるグラウンド撮影に挑戦した（撮影した映像は実際の中継で使用せず）。
  - 2018年度までは、レギュラー版で少なくとも1回（1・2月を中心に）放送されていたほか、レギュラーシーズン中の「90分スペシャル」でも流れていた。2019年度には、レギュラー版で放送せず、2020年版の「開幕スペシャル」に組み込まれている。2020年度には、2021年度から活動を開始する「阪神タイガース Women」を取材した模様を、2021年1月31日のレギュラー版で放送。
- 熱血!!キャンプリポート（2006年度〜2009年度、2011年度〜）
  - 阪神タイガースの春季キャンプ期間中限定のVTRコーナー。現役選手が自ら、放送日までの1週間のキャンプの様子を報告するほか、視聴者からの質問にも答える。
  - 元々は、今岡誠が2004年度放送の「ホットブラッド$10」（後述）で交わした公約（2005年シーズン公式戦での7盗塁）を達成できなかったことに対する罰ゲームとして放送。その際のリポートが好評だったことから、毎年担当の選手を入れ替えながら続いていた。
    - 2006年：今岡誠
    - 2007年：矢野燿大
    - 2008年：藤川球児
    - 2009年：赤星憲広

  - 2010年・2011年のキャンプリポートでは、阪神タイガースの選手に代わって、サンテレビのアナウンサー陣が週替わりでリポーターを担当。選手の登場シーンも、インタビューに限られていた。
  - 2012年から当コーナーが復活。復活前と違って、複数の選手が週替わりで視聴者からの質問に答えている。
    - 2012年：新井貴浩→関本賢太郎→平野恵一→能見篤史→榎田大樹
    - 2013年：新井良太→久保康友→岩田稔→桧山進次郎
    - 2014年：藤浪晋太郎→藤井彰人→西岡剛→大和
    - 2015年：大和→福留孝介[15]→岩田稔→上本博紀
      - 秋季キャンプ期間中の11月13日放送分では、前月から阪神の一軍打撃コーチに就任した浜中が、特別にキャンプリポートを担当した。

    - 2016年：新井良太→今成亮太[15]→西岡剛→岩田稔→濱中治コーチ[16]
    - 2017年：北條史也→髙山俊[15]→原口文仁→岩貞祐太→矢野燿大コーチ[17]
    - 2018年：高山俊→大山悠輔[15]→中谷将大→小野泰己→北條史也
    - 2019年：糸原健斗[15]→才木浩人→坂本誠志郎→植田海
    - 2020年：福留孝介[15]→髙橋遥人→糸井嘉男→原口文仁
    - 2021年：陽川尚将→西勇輝→岩貞祐太→木浪聖也→馬場皐輔
    - 2022年：伊藤将司→藤浪晋太郎→熊谷敬宥→岩貞祐太
    - 2023年：島田海吏→坂本誠志郎→糸原健斗[18]→濱地真澄→原口文仁
    - 2024年：糸原健斗→森下翔太→石井大智→ヨハン・ミエセス→岡留英貴[19]
      - ミエセスはドミニカ共和国の出身で、外国人選手から初めてリポートを担当。収録では、本人から「ケイン」と呼ばれている橘佳祐（阪神タイガースの一軍担当通訳）が、視聴者からの質問をスペイン語で伝えていた。本人は放送上、スペイン語で質問に答える一方で、ギャグを織り交ぜながら日本語を随所で披露。
- 熱血!ゆあペディア〜虎百科事典〜（2014年度から）
  - 阪神の現役選手（または同球団OBのABC野球解説者）をゲストとしてスタジオへ迎える場合に放送する企画で、湯浅が進行を担当。湯浅がスポーツアナウンサーとしての取材で知り得た阪神選手の情報を、自身の取材ノートを基に、モニターを使いながらWikipedia風に紹介する。
  - 当コーナーを放送する場合のみ、ゲストの前にあるテーブルにボタンを設置。湯浅が紹介する情報にゲストや他の出演者が納得できれば、ボタンを1回押すたびに、「ゆあペディア」という湯浅の声が流れるという趣向を講じている。
  - 2021年度には放送の機会がなかったが、この企画における最初のゲストだった能見篤史（当時は投手として阪神に在籍）がオリックスへの移籍（2021年から2年間コーチを兼任）→現役引退・オリックス退団を経て再び登場した2022年11月18日放送分から再開。その後も、放送の頻度が以前に比べて減っている。ただし、2024年5月6日の『開局55周年記念　サンテレビボックス席の日』内で放送された「『熱血!タイガース党』スペシャル in 甲子園」では、この企画が「『サンテレビボックス席』における阪神戦中継の歴史をアーカイブ映像とデータで振り返るパート」として編成された。
- 若虎に直撃!橋本航介です（2015 - 2020年度）→ 若虎に直撃!村上昂輝です（2021年度 - ）
  - 若虎（一軍への定着を目指す阪神の若手選手）や、同球団の二軍首脳陣を毎回1名ずつ取り上げるVTRインタビューコーナー。橋本→村上が、インタビュアーとスタジオでの進行を担当する。
  - 橋本がスタジオに登場しない場合に、武田が「CM・・・・の前にこのコーナー!」という台詞を入れてから、取材VTRを流すことが特徴。橋本がスタジオレギュラーに加わった2016年度も、この前振りを続けている。また、橋本は2015年度の開始当初、普通のインカムマイクを着用。二軍監督に就任したばかりの掛布へのインタビューを機に、掛布からのアドバイスで、黄地に黒縞柄の派手な飾りをインカムマイクへ付けるようになった。掛布が二軍監督を退任（SEA＝オーナー付シニア・エグゼクティブ・アドバイザーへ就任）した2017年度以降は、インカムマイクを付けずにインタビューへ臨んでいる。
  - 放送上は2020年度に、インカムマイクを付けた橋本の似顔絵をタイトルロゴに追加。その一方で、新型コロナウイルスへの感染拡大防止策の一環として、リモート方式によるインタビューを随時実施している。
  - 2021年度からは、橋本に代わって村上が担当。レギュラー版では2人から隔週交代で1人がスタジオに登場しているが、実際には橋本だけが登場する週にも放送されている。
- 走れ!もっと!はしもっと（2021年12月10日から放送）
  - 村上が2021年度に橋本から「若虎に直撃!」を引き継いだことを受けて、橋本が単独で担当する企画として新設。春季キャンプ前までは放送年度の阪神戦で個人的に気になったシーンの背景や真意、春季キャンプ期間中は来るシーズンに備えていることなどを、当事者である選手から聞き出す。ちなみに、現役の選手をスタジオに迎える場合には、その選手に関するシーンを取り上げている。
  - 2024年5月6日に生放送の「『熱血!タイガース党』スペシャル in 甲子園」では、この企画を「サンテレビが当日に予定されていた阪神対広島のナイトゲーム中継用に甲子園球場の場外へ待機させていた中継車を紹介するパート」として編成。実際には試合の中止に伴って中継も消滅したが、橋本自身は、中継車や技術スタッフの役割を車内からの生中継リポートで伝えていた。
- 視聴者プレゼント（放送上の呼称は「番組からのプレゼント」）
  - 毎回のエンディングで、アシスタントがプレゼントの内容と応募要領を発表。阪神の関係者をゲストとしてスタジオへ迎える場合には、ゲストにちなんだグッズがプレゼントになっている。ゲストからのプレゼントでは、アシスタントからの発表中にサインを入れたボールや色紙になることが多く、2023年11月3日放送分では「スペシャルゲスト」の渡辺謙から3名分のサインボールが提供された。また、ゲストを迎えない場合を中心に、番組のノベルティ・グッズなどを進呈することもある。
  - 2021年度まではハガキと公式サイトで応募を受け付けていて、再放送を始める前から、応募の〆切を放送翌週の火曜日に設定していた。2022年度からは、twitter経由での受付に変更。番組公式アカウントのフォローと、プレゼントに関する投稿のリツイートが応募の条件になったため、twitterの登録ユーザーしか応募できなくなった。
  - 福本が「党首」へ就任してから2021年度までは、放送期間の節目（年内の最終回など）にのみ、「福本党首からのプレゼント」も追加。福本が1969年に阪急ブレーブスでプロ生活を始めるまで3年間勤務していたパナソニック（福本の勤務中の社名は松下電器産業）や、当番組のスポンサーに名を連ねる上新電機（2003年シーズン以降の阪神球団オフィシャルスポンサー）からの協力の下に、応募した視聴者から抽選で1名に電化製品を贈呈する。ちなみに、阪神の現役選手が「サンタ」として年内の最終回へ出演した時期（詳細前述）にも、同じようなプレゼントが選手から提供。また、「福本党首からのプレゼント」のみ、ハガキ限定で応募を受け付けていた。
- 熱血!タイガー酒党（2022年度の期間限定コーナーで2022年11月 - 2023年1月に12回放送）
  - サンテレビの放送対象地域である兵庫県産の日本酒（地酒）のPRを兼ねて、福本が「Baseball Bar G.LOVE」（自身でオーナーを務める甲子園球場付近のスポーツバー）に阪神と縁の深い「ゲスト」を迎えたうえで収録する企画。福本と「ゲスト」が兵庫県産の日本酒（地酒）を1瓶分酌み交わしながら対談することから、コーナーのタイトルを「ねっけつ!タイガーしゅとう」と読ませる。「ゲスト」には、福本と同じ世代の阪神OBや、現役から引退した後に野球解説者として『サンテレビボックス席』へ定期的に出演していた阪神OBから1回の収録につき1名（小山正明→藤田平→上田二朗→田淵幸一）が登場。「党首補佐」の湯浅がナレーションを付けている。
  - 1回の収録分の映像を、3週にわたってエンディング付近（前述した「視聴者プレゼント」向け告知の直前パート）で放送。「福本とゲストが週ごとに異なる銘柄の地酒を飲む」という構成で、福本が「兵庫の酒でカンパイ!」と言いながらテレビカメラに向かって乾杯の仕草を見せる映像（自身の直筆によるコーナーロゴと「福」の字をあしらった落款付き）の後に、当日紹介する地酒の銘柄と製造元の情報が表示されている。
  - このコーナーを放送する日の「視聴者プレゼント」には、応募を20歳以上のtwitterユーザーに限ることを条件に、福本と「ゲスト」が当日の放送分で酌み交わした銘柄の瓶詰め地酒1本分を追加。放送期間中の2022年12月4日（日曜日）に阪神本線甲子園駅の西側（甲子園球場に連なる西口広場）で開催された「HYOGO SAKE TRIBE ひょうごの酒でカンパイ!」（兵庫県内で稼働している全41ヶ所の酒蔵で醸造されている地酒を有料のチケットで試飲できるイベント）では、このコーナーから派生した無料観覧制の公開ステージ企画として、福本と掛布の出演による「熱血!タイガース党　出張トークライブ」も実施された[20]。
- 将司の部屋（2023年度の期間限定コーナー）
  - 事前収録による『徹子の部屋』（テレビ朝日制作、関西地方では朝日放送→朝日放送テレビで同時ネット）風の対談企画で、2023年12月15日に第1回を放送。『徹子の部屋』での黒柳徹子に相当する司会者役の「将司」（伊藤将司）が、「お客様」（阪神のチームメイト）にテーマを選ばせたうえで、「お客様」が選んだテーマに沿ってトークを展開した模様を放送している。ちなみに、第1回のゲストは岩貞で、『タイガースゴルフ2024』（サンテレビで2024年1月1日に放送）でのプレーの合間に対談を収録。放送上は、『徹子の部屋』のテーマソングに若干手を加えたバージョンをBGMに用いているほか、企画のシリーズ化が示唆されている。

### 2019年度以前
- ホットブラッド$10（2005年度まで、2006〜2007年度は「ホットブラッドタイガース」）
  - 一時は、阪神タイガースの公式グッズを製作する会社とのタイアップ企画として、番組独自の応援グッズを製作・販売していた。基本として春季キャンプ期間中に、キャンプ地のみで販売された。なお、番組グッズの製作自体は、テンダラーが当番組を卒業した後も続いている。
- 福本党首・びゃっと書け（2006〜2007年度）
  - 福本が、放送日のテーマやゲストに関する一言を、漢字1文字で“びゃっと”書く。
  - 2006年度は、通常の半紙にあらかじめ用意していた文字を紹介。2007年度には、生放送中に、福本自ら巨大半紙へ一言を書いていた。また、スタジオゲストで登場した能見篤史が、当コーナーで自ら達筆を披露したこともあった。
- 熱血！小浜das（2005年度）
  - 同年度から当番組に参加した小浜英博（サンテレビアナウンサー）が、阪神関連で気になるニュースを取り上げるコーナー。小浜は、「〜です」の代わりに「〜だす」を語尾に付けながらニュースを紹介させられたため、テンダラーや一部のタイガースファンからコーナー名の「コハマダス」で呼ばれるようになった。
- 福本豊の何でも聞いてや〜（2007年度）
  - 事前の応募から選ばれた視聴者が、生放送中に電話で福本に質問するコーナー。11月から1月の阪神の選手がゲスト出演する時期は、その選手への質問も募集される。抽選された視聴者には、「おっサンTシャツ」（2008年2月頃からは「熱血Tシャツ」）がプレゼントされていた。
- 虎のメモリアルソング（2007年度）
  - 小浜をプレゼンターに、阪神関係者にとって思い出の曲を、ワンフレーズだけ流すコーナー。小浜は毎回、該当する関係者から、インタビューを兼ねてリクエストを募集。曲の間に流れるVTRの振りも任せていた。
  - 2007年10月19日放送の第1回目は、藤川球児投手からのリクエストで「every little thing every precious thing」（LINDBERG、藤川がホームゲームで登板する際のテーマソング）を放送。2008年3月26日放送の最終回では、岡田彰布監督（当時）からのリクエストで、「そして、神戸」（内山田洋とクールファイブ）を流した。
- 福本党首の今日の一言（2008年度）
  - 「福本党首・びゃっと書け」の事実上の後継コーナーとして、2008年度の途中からエンディングで放送。福本が放送日のテーマやゲストに関する一言を、フリップにマジックで書く趣向になっていた。
- 平田勝男のもっと若い選手見てや（2008年度）
  - 番組途中のCM前に放送されたVTR収録コーナー。平田勝男2軍監督（当時）が注目の若手選手を紹介する趣向で、毎回1名の選手が登場していた。
- 熱血テレフォンプレゼント（2008年度）
  - ゲストからのプレゼントを生放送中に電話で募集。当選者には、エンディング間際にスタジオからの電話で発表する。ゲストが電話受付の合図をすることが恒例になっていた。
  - 電話によるプレゼントコーナーは、2009年度以降も継続。一部のプレゼントについては、放送日の23時まで、専用の電話回線で応募を受け付けていた（後に受付を公式サイトに集約）。
- 木内の必殺抜きうちショット!（2012 - 2019年度）
  - 木内自身の撮影・インタビューによる取材報告企画。「Weeklyタイガース」の最後に必ず放送されたため、エンディングで流れるスタッフロールには、木内の氏名が「ENG（カメラの撮影スタッフ）」に記されていた。
  - 木内がチャンバラ風の身振りを披露しながらタイトルを叫んだ後で、必ず「抜きうちの“きうち”は、（自身の苗字である）木内に掛かっています」と述べることが特徴。放送回数を重ねるにつれて、阪神の関係者やファンの認知度も高まっていた。
  - 木内は、阪神の外国人選手に対しても、英語やスペイン語を駆使しながら取材を積極的に敢行。2015年1月以降の放送では一時、木内や当企画に対する視聴者への激励メッセージを氏名・（市町村名までの）住所と共に紹介したうえで、「〜さん見てますか? 木内の必殺抜きうちショット!」などの口上とともに、本編へ入っていた。新井貴浩が内野手として阪神へ在籍していた時期（2008 - 2014年）には、新井が広島東洋カープの選手時代から自主トレーニングの一環で参加していた最福寺（鹿児島市）の護摩行へ同行したばかりか、新井が行に臨む様子を燃えさかる炎の前で撮影したこともある。
  - 2015年以降の阪神春季キャンプ期間中には、木内が宜野座村で幅広い撮影・取材を敢行した成果を基に、単独コーナー扱いで番組の中盤に「木内の必殺抜きうちショット!スペシャル」を放送。その一方で、「年末拡大スペシャル」では、木内を進行役に立てたまま別の企画に差し替えることがあった（2013年：「2013年タイガース重大ニュース」、2019年：「木内のタイガース抜きうちチェック」）。
  - 木内は、2020年の4月改編から『情報スタジアム 4時!キャッチ』月・金曜分のMCへ異動することに伴って、当番組を2019年度限りで降板。2019年度のレギュラー版最終回（2020年3月13日）では、「必殺!抜きうちショット THE FINAL」という特別企画を後半に編成したうえで、8シーズンにわたる放送を「抜きうちと木内は、永久にかかり続けます」という台詞で締めくくった。ただし、『4時!キャッチ』では木内のMC就任を機に、「木内の必殺抜きうちキャッチ!」という後継企画をプロ野球シーズン中の月曜日に放送（初回は2020年6月15日で福本が出演）。「抜きうちと木内は掛かっています」という口上も引き継いでいる。

以下のコーナーは、いずれも2009年度のみ放送。
- 党首が行く
  - 福本が自ら取材に赴くコーナー。阪神タイガースのキャンプ地・練習場訪問に限らず、番組スポンサーが支援する少年野球チームで実施した野球教室の模様を、数週にわたって放送することもあった。
- トラのOB訪問
  - 2009年11月28日から放送を開始したVTR取材コーナー。現在球団を離れているOBの下を、ストリークが訪れた。コーナーの合間には、サンテレビが保存する現役時代の映像も挿入される。ちなみに、第1回の放送には竹之内雅史が登場。以降も田村勤、上坂太一郎、佐野仙好などが出演した。
- 福本党首の格言かるた
  - 2009年度から新設。放送が終了する2010年3月末までに“いろは格言かるた”を完成させることを目標に、福本が阪神に関する“格言”を毎回2つ発表した。進行は、党首代行役の木内亮（サンテレビアナウンサー）。当コーナーのみ、スタジオが暗転した。
  - 福本は、かるたの頭文字を2つ選んでから、CMをはさむ形でエンディング間際に格言を発表した。発表後は、木内の言葉を合図に、その格言を出演者で復唱。ストリークが格言への感想を述べたところで終了する。ちなみに木内は、当コーナーの間だけ、（放送上）真剣な面持ちと仰々しい言葉遣いに終始。選手をゲストに迎える場合には、その選手だけで格言を復唱させた。
  - “格言”には、放送回のテーマやゲストに関する内容や、福本自身の主観・経験が反映される。ただし、福本ならではの珍発言が、そのまま“格言”として紹介されることも多かった。
  - 赤星憲広をゲストに迎えた2009年の最終放送（サンテレビでは12月26日）では、同年限りで現役を引退した赤星に対する福本からのはなむけの言葉を、"格言"として紹介。赤星自身も復唱した。

以下のコーナーは、いずれも2010年度にのみ放送。
- 熱血!スタジアム
  - 視聴者が参加できるストラックアウト風のプレゼントコーナーで、1マスごとに1〜9から1つの数字を記した3行×3列の数字パネルをスタジオに用意。進行役はストリーク（山田が打者、吉本が球審役）で、「党首代行」の木内亮（サンテレビアナウンサー）が実況、「党首」の福本が解説役を務めた。
  - 毎回の放送の前半で、電話での参加者を専用回線で募集（20:30で〆切）。番組で選んだ1名が、電話を通じてコーナーに参加できた。
  - 参加者は3回まで挑戦可能。1回の挑戦で、任意のマスを1つ指定してから、そのマスに記された数字を電話で告げる。指定したマスの裏に「ホームラン」と記されていれば、参加者に豪華商品（ゲストで登場した阪神関係者のサイン入りグッズなど）をプレゼント。3回とも「ホームラン」が出なかった場合には、「三振」とみなしたうえで、参加希望の電話を掛けた視聴者から1名にその商品を進呈していた。なお、スタジオへ出演していたゲストが、山田の代打としてコーナーに参加する場合があった。
  - シーズン後半には、コーナー開始までのCMに入る前にテロップでヒントを与えたり、正解を見せたり、ボードの後ろに座っていたゲスト選手がバットで正解を指し示したりするなど、参加者に優しい方針を取っていた。
- 福本豊のまちがいないっ!
  - 福本メインのVTRコーナーで、タイトルの「まちがいないっ!」は福本の口癖。甲子園球場界隈にある店舗や、野球関係者が経営する店舗を中心に、福本自身が「まちがいないっ」と認めた店舗を自ら訪問する。福本の「○○（訪問先の名前）はまちがいないっ!」の一言で、VTRを締めくくっている。
  - 放送週によっては、福本が出演したイベントのVTRを流したり、ストリークが福本に同行したりすることもある。ただし、タイガースの関係者をスタジオゲストに招く場合には、インタビューを優先する関係で当コーナーを放送しない。
  - 阪神情報を扱う当番組では珍しく、オープニングやVTRシーンの切り替えの際には、阪急ブレーブスでの現役晩年の福本をかたどったイラストや現役時代の応援歌「Go!Go!福本」の一節を使用していた。
  - サンテレビでは2023年7月29日から、タイトルが当コーナーに似た『福本豊のプロ野球まちがいないっ!』（NPBで一時代を築いた元・プロ野球選手と福本による対談番組）を、月に1回のペースで土曜日の深夜（基本として25:00 - 25:30＝日曜日の1:00 - 1:30）に放送している。初回のゲストは掛布で、対談のパートを兵庫県芦屋市内のバーで収録。放送日に『サンテレビボックス席』で阪神ナイトゲームの完全中継を実施する場合には、中継の終了時間に応じて放送の時間帯が大幅に変動するが、放送後には本編の動画をYouTube上の同局公式チャンネルで配信している。
- 今日の党首演説
  - エンディング中に実施。国政選挙における辻立ちのように、「熱血!タイガース党党首」と書かれた襷を掛けた福本が、演説台の上から当日の放送内容にちなんだ「締め言葉」を述べていた。
  - 2010年10月22日放送分では、福本が演説台に上って締め言葉を述べようとした瞬間に、放送が終了するというハプニングがあった。
  - 福本がエンディングで締め言葉を入れる趣向は、2011年度以降の放送にも継承。2012年度以降の放送では、福本の口癖にちなんで、「キャーンと一言」というタイトルを表示している。

以下のコーナーは、いずれも2011年度にのみ放送。
- 虎のモノマネ王
  - 事前の応募から選ばれた1名の視聴者が、放送中に電話で参加する1問だけのクイズコーナー。進行役は吉本峰之（ストリーク）で、山田大介（ストリーク）が演じる阪神選手の形態模写（投球・打撃フォームの真似）から、モデルになった選手を当てさせた。
  - 福本は、視聴者が解答する前に、山田による形態模写の出来具合を「豊スイッチ」で評価。視聴者が正解すれば、スイッチを押した回数（1〜10回）に1,000円を掛け合わせた金額相当分の2011年度版番組特製クオカードを、その視聴者へ進呈した。
  - 放送回によっては、福本に加えてゲストが「豊スイッチ」を押すこともあった。また、ゲストを招いた回には、往々にして「サービス問題」を出していた。
  - 阪神春季キャンプ（沖縄県宜野座村）でのロケの模様を放送した2012年2月17日には、スタジオでの生放送パートがなかったため、当コーナーも休止した。ただし山田は、ロケ先で形態模写を披露。マット・マートンやクレイグ・ブラゼル（当時阪神に在籍）の打撃フォームについては、居合わせた本人からお墨付きをもらっていた。

### 2012年度のみ
- タイガース再建計画
  - 池山が進行役を担当。2012年シーズンを5位で終えた阪神の再建に向けて、さまざまな立場からの意見を紹介しながら、番組独自で計画を練る。番組の公式サイトでは、当コーナーの開始を機に、視聴者から再建案を募集。池山も最後に、再建案や阪神選手へのエールを盛り込んだ自作の曲を、ギターの弾き語りで披露した。
- 実穂の若虎にアタック
  - 2012年度の“秘書”（アシスタント）に就任した杉村実穂が、キャンプ期間中などに若手選手を取材。その模様をスタジオで紹介した。藤浪と北條が出演した前述の放送では、スタジオで質疑応答を実施した。
  - タイトルの「アタック」は、杉村が学生時代にバレーボールの選手だったことにちなむ。また、スタジオから取材VTRへ切り替える時や、VTRの随所でサーブを披露していた。

## ポストシーズンの対応
阪神が2ステージ制のセントラル・リーグ（セ・リーグ）クライマックスシリーズでファイナルステージに進んだ場合や、阪神が日本シリーズに出場する場合には、原則として放送を休止したうえで別の番組へ差し替えている。
阪神は、2007年・2008年・2013年・2015年にクライマックスシリーズへ進出。しかし、いずれもファイナルステージにまで残れなかったため、結果として通常の放送体制に戻した。
2010年もクライマックスシリーズに進出しているが、この時はファイナルに進出を果たしたとしても、第3戦に当たる10月22日は進出の可否に関係なく放送を行うことになっていて、実際に放送された。ただし実際には、ファーストステージで読売ジャイアンツ（巨人）に2連敗を喫したため、ファイナルステージ進出はならなかった。
また、2009年・2011年・2016年は4位、2012年度は5位で終了。2018年度は6位でいずれもクライマックスシリーズに進出できなかったため、通常放送で対応した。
レギュラーシーズン2位からクライマックスシリーズの突破を経て日本シリーズへ進出した2014年には、通常の放送体制で対応した。ただし、巨人とのクライマックスシリーズ・ファイナルステージ（東京ドーム）には湯浅を派遣したうえで、サンテレビのスタッフが三塁側内野席から独自に撮影した映像によるダイジェストを「Weeklyタイガース」（後述）で放送。福岡ソフトバンクホークスとの日本シリーズでは、サンテレビが中継権を一切保有していなかったため、ABCラジオの中継解説者として福岡 ヤフオク!ドームの第3戦 - 第5戦に派遣されていた福本による総括の映像を同コーナーで流した。
レギュラーシーズン2位でクライマックスシリーズへ進出した2017年には、横浜DeNAベイスターズとのファーストステージ第1戦の前日（10月13日）から放送を開始した。しかし、ファイナルステージへ進めなかったため、翌週（10月20日）からは通常の放送体制で対応している。
レギュラーシーズン3位でクライマックスシリーズへ進出した2019年には、DeNAとのファーストステージ第1戦の前日（10月4日）から放送を開始。阪神がファーストステージを突破したことによって、巨人とのファイナルステージ第3戦が10月11日（金曜日）に組まれたことから、同日に放送を休止した。ちなみに、阪神がファーストステージで敗退した場合には、11日の通常放送を予定していた。
2020年には例年と違って、年頭から日本国内で新型コロナウイルスへの感染が拡大していることを背景に、レギュラーシーズンを6月19日（金曜日）から11月中旬に設定。セ・リーグではクライマックスシリーズの開催が見送られたため、阪神のシーズン2位と、リーグ2連覇の巨人による日本シリーズ進出が11月7日（土曜日）までに確定した。さらに、阪神のレギュラーシーズン最終戦が11月11日（水曜日）に組み込まれたため、同月20日（日本シリーズ開幕の前日）から通常放送を開始。初回放送では、例年のように阪神の戦い振りを回顧するのではなく、この年に現役を引退したばかりの藤川球児をゲストに迎えて阪神での現役生活を振り返った。
2021年には、レギュラーシーズンの終盤で、阪神の一軍公式戦が最初から組まれていない10月15日からレギュラー放送を開始。阪神では、二軍がウエスタン・リーグ優勝を経て開始前週（9日）のファーム日本選手権を制覇したほか、一軍が15日の時点で2位以上でのシーズン終了（2年振りに再開するクライマックスシリーズへの進出）を確定させていた。一軍は第2回が放送された22日の時点で3試合を残していて、26日の最終戦（岩田稔投手の引退セレモニーが組み込まれていた甲子園球場での対中日戦）までセ・リーグ優勝の可能性をはらんでいたが、結局はレギュラーシーズンを2位で終了。優勝は前年最下位の東京ヤクルトスワローズで、阪神はクライマックスシリーズで11月6日（土曜日）から3位・巨人とのファーストステージ（甲子園球場）に臨んだものの、2連敗でファイナルステージへ進めなかった。
当番組では、以上の期間に試合のダイジェスト・展望企画を放送する一方で、この年限りでの現役引退を発表済みの選手がゲストで出演。第3回（10月29日放送分／同月31日再放送分）には岩田、第4回（11月5日放送分）には俊介（藤川俊介）、第5回（12日放送分）には鳥谷敬（2004 - 2019年に阪神・2020 - 2021年に千葉ロッテマリーンズへ在籍）をスタジオに迎えた。ちなみに、阪神がファーストステージを突破した場合には、ヤクルトとのファイナルステージ第3戦（神宮球場でのナイトゲーム）が11月12日に組まれることがあらかじめ決まっていたため、当番組では同日放送分の休止を予定していた。
2022年には、阪神のレギュラーシーズン3位とクライマックスシリーズ進出がレギュラー放送開始の前週（10月1日＝阪神のレギュラーシーズン最終戦前日）に確定したことを背景に、DeNAとのファーストステージ第1戦（横浜スタジアムでのデーゲーム）前夜（7日）から放送。初回には、この年のレギュラーシーズンで現役を引退したばかりの糸井嘉男をゲストに迎えた。サンテレビが制作する番組に糸井が出演することは、同日の当番組が初めてである。
なお、阪神がファーストステージで敗退した場合には、翌週（14日）からレギュラー放送へ入ることが告知されていた。実際には、阪神がファーストステージの突破によって12日（水曜日）からヤクルトとのファイナルステージ（神宮球場でのナイトゲーム）へ臨むことが決まったため、当番組はファイナルステージの第3戦が開催される14日の放送を「阪神の応援に専念する」という理由で休止。阪神のファイナルステージの結果にかかわらず、NPBドラフト会議の翌日および、日本シリーズの開幕前日に当たる21日からレギュラー放送を再開することになった。もっとも、阪神はファイナルステージの第1戦から3連敗を喫した結果、当番組を休止していた14日にステージ敗退が決まった。
2023年には、阪神がセ・リーグ優勝によってクライマックスシリーズにファイナルステージから出場することがレギュラー放送の開始前（9月14日）に確定。実際には阪神のレギュラーシーズン全日程終了の2日後（10月6日）から放送しているが、ファイナルステージの第3戦がナイトゲームとして甲子園球場で組まれた同月20日は放送を休止した。
阪神はファイナルステージを第1戦からの3連勝で突破したが、オリックス・バファローズとの日本シリーズ開幕前夜に当たる10月27日にはレギュラー版を生放送。この回では能見篤史（阪神とオリックスのOB）をスタジオに迎えたほか、前日（10月26日）のNPBドラフト会議で阪神が指名した選手を紹介していたが、再放送を実施していない。
NPBでは翌週金曜日（11月3日＝文化の日を日本シリーズの移動日に設定。前日（2日）まで甲子園球場で組まれていた第3 - 5戦が雨天などで順延した場合には、順延分の試合が3日に組み込まれる関係で、当番組を放送しないことが告知されていた。実際には第5戦までの試合が当初の予定どおりに開催された一方で、日本シリーズが第5戦までに決着していなかったため、3日に当番組を放送。当日の生放送では、第1戦からの全5試合を福本と共に球場（第1戦・第2戦は京セラドーム大阪）で観戦していた渡辺謙を「スペシャルゲスト」としてスタジオに迎えた。もっとも、「副党首」の中田良弘（阪神OBのサンテレビ野球解説者）も交えての日本シリーズ関連企画で全編を構成していたことなどから、当該回についても再放送を見送っている。
2024年には、阪神が球団史上初のセ・リーグ連覇を逃しながらも、クライマックスシリーズへの進出と（ファーストステージを甲子園球場で開催できる）レギュラーシーズン2位をレギュラー放送の開始前に確定させた。さらに、ファーストステージ開幕の前日（10月11日）が金曜日に当たることから、当番組では秋山拓巳（この年のレギュラーシーズンで現役を引退した元・阪神投手）をスタジオに迎えて生放送を実施。阪神がファーストステージを突破した場合には、翌週の金曜日（10月18日）に巨人とのファイナルステージ第3戦が東京ドームで組まれていることから、上記の通例に沿って同日の放送を休止することが告知されていた。もっとも、阪神はファーストステージ第1戦からの2連敗でファイナルステージへ進めなかったため、18日には当番組を放送。放送に際しては、藤川球児が2025年シーズンから阪神の一軍監督に就任することがファーストステージの敗退後に決まったことを受けて、藤川の監督就任記者会見（10月15日）を中心に取り上げていた。

## レギュラーシーズン中の特別番組
レギュラー放送では、NPBが一軍公式戦の開幕日を3月の金曜日（基本として最終週）に設定している関係で、開幕の前夜（木曜日の20:00 - 21:24）にシーズン最終回として90分枠の「開幕スペシャル」を編成。2024年の「開幕スペシャル」（能見をゲストに迎えて3月28日に生放送）では、放送枠を19:55 - 21:22に設定したほか、サンテレビのYouTube公式チャンネルでサイマル（ライブ）配信を初めて実施した。
レギュラー放送の休止期間中にも、オールスターゲームの予備日で試合が組まれていない場合には、阪神の前半戦の回顧と後半戦への展望を兼ねた特別番組を以下のように放送している。
- 2013年には、『熱血!タイガース党スペシャル いつ優勝するの?今年でしょ!』と称する特別番組を、7月21日（日曜日）の12:30 - 14:00に生放送。前年度（2012年度）の「秘書」だった杉村に代わって、榎木が「幹事長補佐」という肩書で出演したほか、「副党首」の中田やゲスト解説者の矢野も生放送に登場した。
- 2016年には、『熱血!タイガース党 2016真夏の超変革スペシャル』を7月17日（日曜日）の12:00 - 13:25に生放送。当時のレギュラー陣（福本、湯浅、木内、武田、橋本）と下柳が出演した。
  - サンテレビでは、翌18日（月曜日）に甲子園球場で組まれていた阪神対巨人のナイトゲームで、「熱血虎党応援ナイター」と称する完全生中継を17:55 - 21:24に実施。解説・福本、下柳（ゲスト扱い）、実況・湯浅、スタンド席応援レポーター・木内、武田、ベンチレポーター・橋本と、当時の当番組のレギュラーメンバーが勢揃いした。「訓佳ら」シリーズ（前述）の企画で過去2度にわたってタイガースガールズのダンスレッスンを体験した武田は、7回表終了後（ラッキー7）のジェット風船飛ばしの際に、甲子園球場のグラウンド上でタイガースガールズのレギュラーメンバーと一緒にダンスパフォーマンスを披露している。
- 新型コロナウイルス感染症が日本国内で流行していた2020年には、レギュラーシーズンの開幕日が例年より遅い6月19日に設定されたことを受けて、『熱血!タイガース党　特別編～みんなでのりこえよう～』を開幕直前の同月14日（日曜日）の20:00 - 20:54に放送した。
- サンテレビでは、当番組を2020年度まで旧本社（神戸国際交流会館内）から放送してきたが、同年度レギュラー放送終了後の2021年6月に本社機能を神戸駅前JUSTスクエア（新社屋）へ移転。当番組では、2021年のNPBレギュラーシーズン中断期間中に編成された『熱血!タイガース党　挑・超・頂!絶好調スペシャル』（阪神のセ・リーグ前半戦首位を受けて7月15日＝木曜日の20:30  - 21:24に生放送）から新社屋内のスタジオを使用している。
- オールスターゲームが例年より遅い時期に組まれていた2022年には、阪神やオリックスに選手・コーチ・監督として在籍した経験を持つ岡田彰布をゲストに迎えて、『熱血!タイガース党～はっきりいうてアレやんかスペシャル～』を第1戦前日（7月25日）の20:00 - 20:54に生放送。放送日を月曜日に設定したほか、twitter[24]の公式アカウントに寄せられたツイートの一部を放送中に表示・紹介するなど、異例の措置や趣向が相次いだ。ちなみに、サブタイトルに「アレ」という指示代名詞を盛り込んだのは、岡田が阪神で最初に一軍監督を務めていた時期（2004 - 2008年）やオリックスの一軍監督時代（2010 - 2012年）に（自分が率いるチームの）優勝をあえて「アレ」と表現していたことによる。
  - この番組が企画された同年の春先には、阪神がレギュラーシーズンの開幕戦から9連敗を喫するなど極度の不調でセ・リーグの最下位に低迷。このような事態の打開策を話し合うべく、レギュラー版のスタジオセットではなく、サンテレビ新社屋内のロッカー付き出演者控室に会議用の長テーブルを並べたうえで放送することを計画していた。阪神はセ・パ交流戦の中盤から復調すると、最大で16にまで達していた負け越し（借金）を放送前日（7月24日）の対横浜DeNAベイスターズ戦（甲子園）で解消したばかりか、広島と並ぶ勝率5割の2位でセ・リーグ前半戦を終了。もっとも、番組の生放送に際しては、「スタジオセットの準備が間に合わない」との理由で上記の計画がそのまま実行された。
  - 岡田が当番組へ出演するのは、レギュラーシーズン中断期間での特別番組を含めても、2008年のレギュラー版以来およそ14年振りであった。実際には岡田に加えて、濱中・福本・武田・中田が同席。当初は湯浅が生放送の進行を予定していたが、諸般の事情（詳細不明）から村上が進行を急遽担当したため、湯浅は佐藤輝明・湯浅京己へのリモートインタビュー（事前収録）映像にのみ登場した。
  - 2022年には、矢野が2019年から務めてきた阪神の一軍監督を退任する意向を、春季キャンプ開始の前日（1月31日）に表明していた。矢野はチームを辛うじてレギュラーシーズンの3位に導いたものの、クライマックスシリーズのファイナルステージで敗退したことを受けて、岡田が15年振りに監督へ復帰。復帰が10月15日（土曜日）に球団から正式に発表されたため、当番組では翌週（21日）のレギュラー放送で、岡田を本来のスタジオセットに改めて迎えた。
- 2023年のオールスターゲーム第1戦前日（7月18日）には、この年から野球解説者として『サンテレビボックス席』などの阪神戦中継に出演している能見をゲストに迎えて、『熱血!タイガース党～夏はやっぱりアレやんかスペシャル～』を生放送。趣向は前年とほぼ同じだが、火曜日の20時台（20:00 - 20:54）に放送枠を編成したほか、濱中・福本・武田・村上も生放送に登場していた。
  - 村上は生放送の進行に加えて、この年のレギュラーシーズン前半戦で阪神の先発陣の一角を担っていた村上頌樹投手（放送翌日のオールスターゲーム第1戦にセントラル・リーグ選抜チームで先発登板）へのインタビュー（事前収録）も、「氏名が自分に似ている」という縁で担当。橋本は坂本誠志郎へのインタビューVTR、湯浅は在阪スポーツ紙（『デイリースポーツ』『日刊スポーツ』『スポーツニッポン』『サンケイスポーツ』『スポーツ報知』）の阪神担当記者（1紙につき1名）が一堂に会した座談会のVTR（サンテレビYouTube公式チャンネルとの連動企画として7月15日に本社内の副調整室で収録）にのみ登場した。また、前年の『はっきりいうてアレやんかスペシャル』に続いて、本社内のロッカー付き出演者控室を生放送に使用。ただし、阪神が前年と違って前半戦をセントラル・リーグの首位で折り返していたことから、実際には出演者の背後をパネルでぼかすなどの工夫が為されていた。
- 2024年5月6日の『開局55周年記念　サンテレビボックス席の日』内で放送された『熱血!タイガース党スペシャル in 甲子園』には、2023年度の「党員」全員、「党首」の福本、「副党首」の中田が甲子園球場に集結。村上は当日に同球場で予定されていた阪神対広島のナイトゲーム中継で実況を任されていたが、この試合の中止が同番組の開始前に決まっていたにもかかわらず、中継で解説を予定していた真弓・掛布雅之と揃って球場内の放送席から出演した。
- 2024年オールスターブレイク最終日（セントラル・リーグ公式戦再開前日）の7月25日（木曜日）には、『熱血!タイガース党～今年もやっぱりアレやんかスペシャル～』を20:25 - 21:22に生放送。前年の『夏はやっぱりアレやんかスペシャル』に続いて能見をゲストに迎えたほか、濱中・福本・武田・湯浅が生放送の全編、村上が「若虎に直撃!村上昂輝です」（事前収録による前川右京へのインタビュー企画）に登場していた。
  - この番組では、AKRacingが筆頭提供社になっていた関係で、スタジオへの出演者が同社製のゲーミングチェアに座りながら生放送へ臨んでいた。さらに、出演者がこのチェアをこぞって絶賛していたため、同社は2024年度のレギュラー版でも「前半枠の筆頭提供社」扱いでスポンサーに付くことを決定。これを機に、スタジオセットの椅子を「タイガースチェア」（阪神球団とのコラボレーションによるゲーミングチェア）に一新した。

## 年末年始期間の対応
- 原則として、大晦日と正月三が日をはさむ週には放送を休止。1月17日（1995年に阪神・淡路大震災が発災）が金曜日である場合には[25]、被災地域の地元局として、震災関連の特別番組を当番組の放送枠で編成する。
  - かつては大晦日に「年越し90分スペシャル」、2013年から2020年までは（大晦日より前の金曜日で）レギュラー放送の年内最終回を「90分スペシャル」として編成していた（同年のみ年内の再放送も実施）。その一方で、サンテレビの制作によって正月三が日（放送日は年によって変動）の夜に放送される「レッツゴー!タイガースゴルフ」（阪神の現役選手によるゴルフコンペで前年末に収録→2021年から2023年までは「虎のOBゴルフ王決定戦」として阪神OBの野球解説者のみ参加）には、当番組のレギュラー出演者の一部も参加している。
  - 2020年の大晦日には、当番組に代わって、『Go straight～藤川球児物語～』（阪神における藤川の現役生活を振り返る特別番組）を20:00 - 20:55に編成。スタジオゲスト・インタビュー取材・春季キャンプのリポートで当番組へ出演した際の映像や、『サンテレビボックス席』での中継アーカイブ映像と、引退の直後（同年11月）に収録した湯浅からのインタビュー映像を織り交ぜた。2021年の正月三が日に当たる1月3日（日曜日）の17:35 - 18:30に再放送を実施。
- 2019年度の放送では、以下のように異例の対応が相次いだ。
  - 2019年12月20日には、ナイター競走として住之江競艇場で開催された「ボートレースグランプリ」（賞金王決定戦競走トライアル）セカンドステージ第2戦全国向けテレビ生中継（制作幹事局がサンテレビ）を当番組の時間帯で実施したことに伴って、当番組の放送を休止。翌週（27日）に「年末拡大90分スペシャル」（スタジオゲスト：近本光司）を編成することによって、年内の放送を締めくくった。
  - 2020年には、日本国内で夏季にオリンピックを開催する前提でNPBのレギュラーシーズン開幕日が例年より早く（3月20日＝金曜日・春分の日）設定されたため、2019年度のレギュラー放送を同月13日で終了。前述した「開幕スペシャル」を開幕前日（19日＝木曜日）に放送する予定だった。実際には、年頭から日本国内で新型コロナウイルスへの感染が広がっていることを背景に、NPBではレギュラーシーズンの開幕を4月10日以降にまで遅らせることを3月上旬に決定。しかし、当番組ではレギュラー版の放送期間を延長せず、上記の予定に沿ってレギュラー版の最終回と「開幕スペシャル」を編成している。
    - 上記の予定通りに開幕した場合には、"党首補佐見習い"（当時）の橋本による明治神宮野球場（阪神の開幕カードとして設定されていた東京ヤクルトスワローズとの3連戦の開催球場）からの生中継リポートを、「開幕スペシャル」に挿入することを計画していた。
- 2021年と2022年には、「ボートレースグランプリ[26]」セカンドステージ第2戦の開催日（12月第3週の金曜日）に当番組を放送せず、『NEWS×情報　キャッチ+』（2021年4月1日から祝日を除く平日の17時台に放送中の報道・情報番組）との共同制作で翌週の金曜日（クリスマスの前後）に編成する生放送の特別番組に年内の最終回を組み込むことで対応していた。
  - 2021年は、12月24日に『キャッチ+&熱血!タイガース党～どどんっと4時間!　おっ!サンタスペシャル～』の第3部（「熱血!タイガース党PART」）扱いで放送枠を19:00 - 20:54に拡大。当番組のレギュラー陣全員が出演（橋本のみ阪神の優勝祈願を兼ねた兵庫県内の神社からの中継リポートを5年連続で担当）したほか、阪神の現役選手から佐藤輝明を「サトテルサンタ」としてスタジオ、OBの井川慶[27]・"気象対策委員長"（気象予報士）の前田勝久[28]・ピン芸人の今井らいぱち[29]を湊川神社（神戸市中央区）からの優勝祈願中継に迎えた。さらに、12月31日（金曜日）には以下の特別番組を編成している。
  - 2022年は、12月23日に生放送の『キャッチ!+&熱血!タイガース党　笑顔の4時間・おっ!サンタスペシャル』（17:00 - 20:54）から、第2部（19:00 - 20:54）を「熱血!タイガース党PART」に設定。第1部（「キャッチ+PART」）途中の18時台から、阪神の佐藤輝明（兵庫県西宮市出身の内野手）・中野拓夢（山形県天童市出身の内野手）をゲストに迎えて「ぼくのルーツはコレだ!」（佐藤と縁の深い場所や人々をロケ映像や湯浅のリポートによる生中継で紹介する企画）や「木内の必殺抜きうちショット!リターンズ」（『キャッチ+』内で当時放送されていたロケ企画で阪神捕手の梅野隆太郎が出演）を放送している。ちなみに第2部では、佐藤と中野に翌24日（土曜日）の出身県および近隣地域の天気予報を記した原稿を即興で読ませていたほか、阪神の優勝祈願を兼ねた生中継を祇園神社 (神戸市兵庫区) から挿入。生中継には橋本と井川が登場したほか、吉本興業に所属する漫才コンビの祇園（「熱烈な阪神ファン」を自認するお笑い芸人を対象に阪神球団がこの年に始めた漫才コンテスト「虎-1グランプリ」の初代年間チャンピオン） が、優勝祈願の奉納漫才を本殿で披露した。佐藤と中野に天気予報の原稿を託した気象予報士の前田によれば、山形県内向けの予報が兵庫県内のサンテレビから放送されたことは、1969年の開局以来初めてだったという。
    - 「中野がサンテレビの生放送番組へ出演中に、前田が用意した山形県内の天気予報の原稿を読む」という企画は、2023年以降も当番組で中野をゲストに迎えるたびに実施。サンテレビの放送対象外地域である山形県内でも、「虎テレ」に加入していれば、2024年からサイマル配信の動画でこの企画を視聴できるようになっている。

  - 2023年には12月22日が最終放送日に設定されていたが、前述した「ボートレースグランプリ」セカンドステージ第2戦の開催日でもあることから、当番組単独では3年振りの「年末スペシャル」を18:00 - 20:00に生放送。阪神から村上頌樹・才木浩人（いずれも兵庫県出身の右投手）をゲストに迎えたほか、YouTube上のサンテレビ公式チャンネルでライブ（スタジオ動画のサイマル）配信を特別に実施した。前年まで年末特別番組を共同で制作していた『キャッチ+』は金曜分の通常枠（17:05 - 18:00）で放送されていたが、井川が2023年度から金曜分のコメンテーターを務めていることから、村上頌樹と才木がゲストで出演している。翌週（12月29日）には、11月23日に神戸・大阪市内で催された「兵庫・大阪連携『阪神タイガース、オリックス・バファローズ優勝記念パレード』」から、阪神単独でのパレード（午前中に神戸市内・午後に大阪市内で開催＝サンテレビでは午前のパレードのみ生中継）を撮影した映像を1時間にまとめた「総集編」を当番組の時間帯（19:55 - 20:52）に放送。
- 2021年・2022年度には、阪神タイガースと「阪神タイガース Women」の戦い振りを回顧する事前収録の特別番組を、12月31日（大晦日）の22:00から（別番組をはさんで）翌年1月1日の未明（0:30）まで放送していた。
  - 2021年度
    - 『駆けた1年!阪神タイガース Women』（2021年12月31日の22:00 - 22:55）
      - 阪神タイガース Womenにとって最初のシーズンであった2021年の戦い振りを、選手のインタビューを交えながら回顧した番組。

    - 『年越しタイガース!猛虎みてたらもう寅年!』（2021年12月31日の23:00 - 24:30＝2022年1月1日の0:30）
      - 2021年度から当番組の「党首補佐」に加わった村上昂輝の進行で、干支が寅（＝タイガー）に当たる2022年に向けて、2021年シーズンに阪神が繰り広げた熱戦の数々を改めて振り返った番組。

  - 2022年度
    - 『私が野球を続ける理由 2022阪神タイガースWomen』（2022年12月31日の22:00 - 22:55）
      - アマチュアの女子選手だけで構成されている「タイガースWomen」の足跡を振り返るとともに、所属選手が仕事や学業と野球を両立させていた姿も紹介。

    - 『年越しタイガース!寅の一年大放出～いつも虎党のお隣サン～』（2022年12月31日の23:00 - 24:30＝2023年1月1日の0:30）
      - 前年に続いて村上が進行。「いつも虎党のお隣サン」というサブタイトルは、「いつもあなたのお隣サン」（サンテレビにおける2021年5月31日以降のステーションキャッチフレーズ）に「虎党」（阪神ファンの総称）を重ねている。
- 阪神が岡田彰布監督の下でセントラル・リーグ優勝と日本シリーズ制覇を相次いで達成した2023年には、ハワイへの優勝記念旅行（12月中旬）に「党首補佐」の村上昂輝（サンテレビのスポーツアナウンサー）と当番組スタッフの一部が同行したことなどを背景に、『熱血!タイガース党　お～んみそかスペシャル』（12月31日の19:00 - 2024年1月1日の0:30＝12月31日の24:30）を以下のように編成。『熱血!タイガース党』がベースの特別番組を、サンテレビが大晦日の夜から元日の未明にかけて放送することは、2011年度（2011年12月31日 -2012年1月1日）以来12シーズン振りであった。これに伴って、2021年から12月31日の22時台に編成されてきた「阪神タイガース Women」関連の特別番組は、『2023年総決算!阪神タイガースWomen』というタイトルで『熱血!タイガース党　お～んみそかスペシャル』の直前（2023年12月31日の18:00 - 18:55）に放送。
  - 第1部（19:00 - 20:00）「2023年のハイライト」
    - 岡田の監督復帰（2022年4月）から始まった2023年シーズンの阪神を、春季キャンプを含めて、当番組や『サンテレビボックス席』阪神戦中継のアーカイブ映像で回顧。

  - 第2部（20:00 - 23:00）「9.14『サンテレビボックス席』」
    - 阪神が2005年（岡田の監督1期目）以来18年振りのリーグ優勝を自力で決めた9月14日の対巨人戦（甲子園でのナイトゲーム）中継（実況：湯浅、解説：掛布雅之・真弓、ベンチリポート：村上昂輝）を再び放送。

  - 第3部（23:00 - 23:45）「リーグ祝勝会」
    - 9月14日の22:40からサンテレビが急遽編成した『阪神タイガース2023セ・リーグV記念特別番組　優勝お～んスペシャル』から、祝勝会中継のダイジェスト映像を放送。

  - 第4部（23:45 - 24:30）「CS&日本シリーズ、日本一祝勝会でお疲れ生!Vパレード、V旅行ではっきりいうて新年よ!」
    - 現役時代に阪神へ6年間在籍していた新井貴浩監督率いる広島東洋カープ（レギュラーシーズン2位）とのCS（クライマックスシリーズのファイナルステージ）、関西勢同士の対決が1964年以来59年振りに実現したオリックス・バファローズとの日本シリーズ、「日本一祝勝会」（日本シリーズ第7戦での勝利を受けて11月5日の深夜に開催）、「兵庫・大阪連携『阪神タイガース、オリックス・バファローズ優勝記念パレード』」（11月23日）、ハワイへの優勝記念旅行のダイジェスト映像で構成。
- 2024年レギュラー放送の初回（1月5日）は、『熱血!タイガース党　ハワイで虎戦士がバケーショお～んスペシャル』（「お～ん」は岡田の口癖に由来）というタイトルの事前収録番組（ハワイ州内でのオールロケ番組）として19:55から放送された[30]。これを受けて、2023年度からプロ野球オフシーズンの毎週金曜日（18:00 - 21:00）に編成されている『ラジオで虎バン!』（朝日放送ラジオの生放送番組）では、「党首」の福本によるシーズン初出演が実現している[31]。なお、当番組の生放送は1月12日に再開。再開に際しては、大山悠輔をスタジオに迎えていた。